# Акбаш
Акба́ш (рос. Акбаш) — село у складі Нижньосергинського району Свердловської області. Входить до складу Михайловського міського поселення.
Населення — 698 осіб (2010, 683 у 2002).
Національний склад станом на 2002 рік: татари — 98 %.